# アルーナジョージ
アルーナジョージ（AlunaGeorge）は、イギリス・ロンドン出身の2人組エレクトロニック・ミュージックデュオである。アルーナ・フランシス (Aluna Francis)がボーカルとソングライティングを、ジョージ・レイド(George Reid)がプロダクションとシンセサイザーを担当する。R&B、ソウル、ヒップホップ、UKガラージ、アンビエント、チルウェイブ、インディー・ロックといった様々なジャンルと融合した独特な音楽性を有する。影響を受けたアーティストとして、フライング・ロータスやハドソン・モホーク、デスティニーズ・チャイルド、マライア・キャリーなどを挙げている。

## 来歴
2009年結成。2012年に『You Know You Like It』『Your Drums, Your Love』がピッチフォーク・メディアにBest New Musicに選出されるなど、注目を集める。同年、イギリスのラジオ局BBCによる、毎年恒例の有望新人紹介レースであるBBC Sound of 2013にノミネートし、ハイムに次ぐ、2位に選出された。
2013年2月、ディスクロージャーのシングル『White Noise』にフィーチャリングゲストとして参加。この曲は全英2位を記録するヒットとなり、名を挙げることとなった。続く5月にリリースしたシングル『Attracting Flies』は全英17位と、彼ら最高のヒットとなった。7月にはデビュー・アルバム『Body Music』をリリース。全英11位を記録。また、9月には、恵比寿LIQUIDROOMにて、ディスクロージャーとともに、初の来日公演を行った。
2016年9月16日、2作目のアルバム『I Remember』をリリースする。
2020年、アルーナがソロデビューを果たし、ファーストアルバム『Renaissance』をリリースした。

## ディスコグラフィ

### アルバム
- Body Music (2013年)
- I Remember (2016年)

### EP
- You Know You Like It EP (2012年)
- Champagne Eyes (2018年)